# Mahmooda Salim Khan
Mahmooda Salim Khan, född 1913, död 2007, var en pakistansk politiker.
Hon var utbildningsminister 1962–1967. 